# بجماليون (مسرحية)

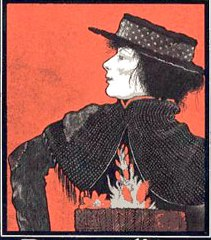
Illustration depicting السيدة باتريك كامبل as Eliza

مسرحية بجماليون هي رائعة من روائع توفيق الحكيم وتمثل هذه المسرحية الصراع بين الفن والحياة فهي تعتبر مسرحية فلسفية ويشتهر مسرح توفيق الحكيم بأنه مسرح للخيال العلمي كمسرحية: لو عرف الشباب _ الطعام لكل فم وغيرها.
وأيضاً كان للكاتب الآيرلندي جورج برنارد شو الحائز على جائزة نوبل مسرحية تحمل نفس الاسم فقد كانت الإسطورة الإغريقية الشهيرة مصدر إلهام للعديد من الكتاب والمؤلفين.

## الفصل الأول
الإطار المكاني: تدور أحداث هذا الفصل في مكان رئيسي هو بهو منزل بجماليون وفي أمكنة ثانوية تتمثل في النافذة، خلف الستار وفي ساحة المهرجان.
الإطار الزماني: تدور كل أحداث الفصل في الليل وبالتحديد ليلة مهرجان عيد الآلهة فينوس.
الشخصيات: تقديمها: 
- نرسيس: هو صديق بجماليون وقد قام هذا الأخير بتربيته وهو إحدى الشخصيات الفاعلة في المسرحية.
- الجوقة: هن تسع راقصات جميلات تساهمن في رصد ملامح الشخصيات وهن شخصيات ثانوية.
- اسمين: هي مرأة أحبت نرسيس.
- فينوس: هي إلهة الحب والجمال وهي ابنة جوبيتر وهي شخصية فاعلة في المسرحية.
- أبولون: هو إله الفن.
- بجماليون: هي الشخصية الرئيسية في المسرحية وتتمثل في نحّات.
- جالاتيا: كانت في بداية الفصل تمثالا يسمو بجماله عن الجميع لتصبح بعد ذلك امرأة وهي زوجة بجماليون.

الأحداث والوقائع:
- حماية نرسيس لتمثال جالاتيا.
- محاولة الجوقة إخراجه من البيت وأخذه معها إلى مهرجان عيد فينوس.
- قدوم ايسمين ومساعدتها له.
- محاولة معرفة ما وراء الستار والاستفسار عن جالاتيا.
- خروج ايسمين ونرسيس إلى المهرجان بعد محاولات من قبل ايسمين وتركه للتمثال.
- قدوم الإلهين فينوس وابولون إلى منزل بجماليون.
- انبهارهما بتمثال جالاتيا وبقدرة بجماليون وفنه.
- تضرع بجماليون إلى فينوس لتمنح جالاتيا الحياة.
- بعث فينوس الروح في جالاتيا وتحولها إلى مرأة حقيقية.
- رجوع بجماليون إلى المنزل ومعاتبته نرسيس على الخروج.
- ذهاب نرسيس وتركه لبجماليون.
- اكتشاف بجماليون أن الآلهة حققت طلبة وشكره لها.
- اختلاؤه بجالاتيا وتحدثه معها.

## الفصل الثاني
الإطار المكاني: تدور أحداث الفصل الثاني أساسا في بهو منزل بجماليون وثانويا في كوخ في الغابة وفي النافذة.
الإطار الزماني: في الليل ساعة الأصيل.
الشخصيات: * الرئيسية: بجماليون 
- الثانوية: الجوقة، ايسمين، فينوس، أبولون، جالاتيا

الوقائع والأحداث: 
- هروب جالاتيا مع نرسيس.
- مواساة الجوقة لزوجها بجماليون.
- محاولة ايسمين إقناع بجماليون بالذهاب معها للغابة للبحث عن جالاتيا ونرسيس.
- سخط بجماليون على الآلهة وردع ايسمين له خوفا منها عليه من غضب الآلهة.
- طلبه من فينوس إرجاع جالاتيا كما كانت وإصلاح غلطتها.
- تساميه على الآلهة.
- اعتراف أبولون بذلك وغضب فينوس على بجماليون.
- إعادة أبولن جالاتيا إلى زوجها بجماليون وإيحاؤه لها بهوية خالقها وكيفية خلقها.
- تحوّل جالاتيا إلى زوجة محبة صالحة ككل الزوجات.

## الفصل الثالث
الإطار المكاني: تدور أحداث هذا الفصل في بهو الدار، في الكوخ وفي النافذة.
الإطار الزماني: في ليلة مقمرة.
الشخصيات:* الرئيسية: بجماليون 
- الثانوية: الجوقة، ايسمين، فينوس، أبولون، نرسيس، جالاتيا

الأحداث والوقائع: 
- خوف نرسيس من غضب بجماليون عليه بعد هروبه مع جالاتيا.
- تخفيف ايسمين عليه.
- اعترافه بجميلها عليها ومكانتها عنده.
- قدوم فينوس وابولون وفرحهما بانتصارهما بجعل بجماليون وجالاتيا متحابين.
- انتظارهما قدوم الزوجين عند النافذة.
- ظهور بجماليون وزوجته جالاتيا.
- شعور بجماليون بالضيق ومحاولة جالاتيا التخفيف عنه.
- اعترافه بسمو صفات جالاتيا التمثال على صفات جالاتيا المرأة رغم حبه لزوجته. وبالتالي انتصاره على الآلهة.
- طلب إعادة جالاتيا تمثالا كما كانت.
- استجابة الآلهة لطلبه وإعادة جالاتيا تمثالا من العاج.

## الفصل الرابع
الإطار المكاني: تدور أحداث الفصل الأخير في منزل بجماليون، في النافذة وفي الغابة.
الإطار الزمان
```
: في ليلة حالكة.
```

## الشخصيات
- الرئيسية: بجماليون
- الثانوية: الجوقة، فينوس، أبولون، نرسيس

## الأحداث والوقائع
- مرض بجماليون واعتناء نرسيس به.
- جدل بجماليون مع نرسيس.
- ندم بجماليون على طلب إعادة جالاتيا تمثالا واشتياقه إليها كزوجة حقيقية وبالتالي امتناعه عن رؤية تمثالها.
- هروب بجماليون من منزله وذهابه إلى الغابة رغم مرضه.
- لحاق نرسيس به.
- افتتان أبولون الدائم بتمثال جالاتيا وإحساس فينوس بالنصر على بجماليون بعدما حدث له.
- عودة نرسيس ببجماليون إلى المنزل.
- اقتراح فينوس إعادة الحياة من جديد في جالاتيا بعد إشفاقها على بجماليون ورفض أبولون ذلك.
- تحطيم بجماليون لتمثال جالاتيا.
- لفظ بجماليون لأنفاسه الأخيرة وموته.